# Alouatta puruensis
O bugio-vermelho-do-rio-purus (Alouatta puruensis) é uma espécie de bugio-vermelho da Amazônia, nativo do Brasil e do Peru. Ocorre nas florestas da bacia do rio Purus e rio Madeira, sendo mais comum em florestas de várzeas. Era considerado como subespécie de Alouatta seniculus. Dicromatismo sexual presente, com os machos possuindo pelagem de coloração ruiva escura com o dorso levemente dourado; fêmea possui toda a pelagem de coloração mais clara, quase dourada.